# Qualifications pour les épreuves de cyclisme aux Jeux olympiques d'été de 2016
Les qualifications pour les épreuves de cyclisme des Jeux olympiques d'été de 2016 ont lieu entre 2014 et 2016.

## Répartition globale des places
| Nation                 | Route  | Route  | Route  | Route  | Piste  | Piste  | Piste  | Piste  | Piste  | Piste  | Piste  | Piste  | Piste  | Piste  | VTT | VTT | BMX | BMX | Total | Total |
| Nation                 | Hommes | Hommes | Femmes | Femmes | Hommes | Hommes | Hommes | Hommes | Hommes | Femmes | Femmes | Femmes | Femmes | Femmes | H   | F   | H   | F   | Q     | NB    |
| Nation                 | CEL    | CLM    | CEL    | CLM    | VE     | KE     | VI     | PE     | OM     | VE     | KE     | VI     | PE     | OM     | H   | F   | H   | F   | Q     | NB    |
| ---------------------- | ------ | ------ | ------ | ------ | ------ | ------ | ------ | ------ | ------ | ------ | ------ | ------ | ------ | ------ | --- | --- | --- | --- | ----- | ----- |
| Afrique du Sud         | 2      |        | 2      | 1      |        |        |        |        |        |        |        |        |        |        | 2   |     | 1   |     | 8     | 7     |
| Algérie                | 2      | 1      |        |        |        |        |        |        |        |        |        |        |        |        |     |     |     |     | 3     | 2     |
| Allemagne              | 4      | 2      | 4      | 2      | X      | 2      | 2      | X      | X      | X      | 2      | 2      | X      | X      | 2   | 2   | 1   | 1   | 32    | 29    |
| Argentine              | 3      | 1      |        |        |        |        |        |        |        |        |        |        |        |        | 1   |     | 1   | 1   | 7     | 6     |
| Australie              | 4      | 2      | 4      | 2      | X      | 2      | 2      | X      | X      | X      | 2      | 2      | X      | X      | 2   | 1   | 3   | 2   | 34    | 31    |
| Autriche               | 2      | 1      | 1      |        |        |        |        |        |        |        |        |        |        |        | 1   |     |     |     | 5     | 4     |
| Azerbaïdjan            | 1      |        | 1      |        |        |        |        |        |        |        | 1      | 1      |        |        |     |     |     |     | 4     | 3     |
| Biélorussie            | 2      | 2      | 1      | 1      |        |        |        |        |        |        |        |        |        | X      |     |     |     |     | 7     | 4     |
| Belgique               | 5      | 2      | 3      | 2      |        |        |        |        | X      |        |        |        |        | X      | 2   | 1   |     | 1   | 18    | 14    |
| Bolivie                | 1      |        |        |        |        |        |        |        |        |        |        |        |        |        |     |     |     |     | 1     | 1     |
| Brésil                 | 2      |        | 2      |        |        |        |        |        | X      |        |        |        |        |        | 2   | 1   | 1   | 1   | 10    | 10    |
| Bulgarie               | 1      |        |        |        |        |        |        |        |        |        |        |        |        |        |     |     |     |     | 1     | 1     |
| Canada                 | 3      | 1      | 3      | 2      |        | 1      |        |        |        | X      | 2      | 2      | X      | X      | 2   | 2   | 1   |     | 22    | 19    |
| Chili                  | 1      |        | 1      |        |        |        |        |        |        |        |        |        |        |        |     |     |     |     | 2     | 2     |
| Chine                  |        |        |        |        |        |        | 1      | X      |        | X      | 2      | 2      | X      | X      | 1   | 1   |     |     | 11    | 14    |
| Colombie               | 5      | 1      | 1      |        |        | 1      | 1      |        | X      |        | 1      | 1      |        |        | 1   |     | 2   | 1   | 16    | 15    |
| Corée du Sud           | 2      |        | 1      |        | X      | 2      | 2      |        | X      |        | 1      |        |        |        |     |     |     |     | 10    | 8     |
| Costa Rica             | 1      |        |        |        |        |        |        |        |        |        |        |        |        |        | 1   |     |     |     | 2     | 2     |
| Croatie                | 2      |        |        |        |        |        |        |        |        |        |        |        |        |        |     |     |     |     | 2     | 2     |
| Cuba                   |        |        | 1      |        |        |        |        |        |        |        | 1      | 1      |        | X      |     |     |     |     | 4     | 3     |
| Chypre                 |        |        | 1      |        |        |        |        |        |        |        |        |        |        |        |     |     |     |     | 1     | 1     |
| Danemark               | 3      | 1      |        |        |        |        |        | X      | X      |        |        |        |        | X      | 1   | 1   | 1   | 1   | 11    | 13    |
| Égypte                 |        |        |        |        |        |        |        |        |        |        |        | 1      |        |        |     |     |     |     | 1     | 1     |
| Équateur               | 1      |        |        |        |        |        |        |        |        |        |        |        |        |        |     |     | 1   |     | 2     | 2     |
| Émirats arabes unis    | 1      |        |        |        |        |        |        |        |        |        |        |        |        |        |     |     |     |     | 1     | 1     |
| Érythrée               | 1      |        |        |        |        |        |        |        |        |        |        |        |        |        |     |     |     |     | 1     | 1     |
| Espagne                | 5      | 2      | 1      |        |        |        | 1      |        |        | X      | 2      | 2      |        |        | 3   |     |     |     | 17    | 12    |
| États-Unis             | 2      | 2      | 4      | 2      |        | 1      |        |        | X      |        |        |        | X      | X      | 1   | 2   | 3   | 2   | 22    | 21    |
| Estonie                | 2      |        |        |        |        |        |        |        |        |        |        |        |        |        |     |     |     |     | 2     | 2     |
| Éthiopie               | 1      |        |        |        |        |        |        |        |        |        |        |        |        |        |     |     |     |     | 1     | 1     |
| Finlande               |        |        | 1      |        |        |        |        |        |        |        |        |        |        |        |     |     |     |     | 1     | 1     |
| France                 | 4      | 2      | 2      | 1      | X      | 2      | 2      |        | X      | X      | 2      | 2      |        | X      | 3   | 2   | 3   | 1   | 30    | 22    |
| Grande-Bretagne        | 5      | 1      | 3      | 1      | X      | 2      | 2      | X      | X      |        | 1      | 2      | X      | X      | 1   |     | 2   |     | 24    | 26    |
| Grèce                  | 1      |        |        |        |        | 1      |        |        |        |        |        |        |        |        | 1   |     |     |     | 3     | 3     |
| Guam                   |        |        |        |        |        |        |        |        |        |        |        |        |        |        | 1   |     |     |     | 1     | 1     |
| Guatemala              | 1      |        |        |        |        |        |        |        |        |        |        |        |        |        |     |     |     |     | 1     | 1     |
| Hong Kong              | 1      |        |        |        |        |        |        |        | X      |        | 1      | 1      |        | X      | 1   |     |     |     | 6     | 5     |
| Hongrie                |        |        |        |        |        |        |        |        |        |        |        |        |        |        | 1   |     |     |     | 1     | 1     |
| Indonésie              |        |        |        |        |        |        |        |        |        |        |        |        |        |        |     |     | 1   |     | 1     | 1     |
| Iran                   | 3      | 1      |        |        |        |        |        |        |        |        |        |        |        |        |     |     |     |     | 4     | 3     |
| Irlande                | 2      |        |        |        |        |        |        |        |        |        | 1      |        |        |        |     |     |     |     | 3     | 3     |
| Israël                 |        |        | 1      |        |        |        |        |        |        |        |        |        |        |        | 1   |     |     |     | 2     | 2     |
| Italie                 | 5      | 2      | 4      | 1      |        | 1      |        |        | X      |        |        |        | X      |        | 3   | 1   |     |     | 19    | 19    |
| Japon                  | 2      |        | 1      | 1      |        | 1      | 1      |        | X      |        |        |        |        | X      | 1   |     | 1   |     | 10    | 9     |
| Kazakhstan             | 2      | 1      |        |        |        |        |        |        | X      |        |        |        |        |        |     |     |     |     | 4     | 3     |
| Kosovo                 | 1      |        |        |        |        |        |        |        |        |        |        |        |        |        |     |     |     |     | 1     | 1     |
| Laos                   | 1      |        |        |        |        |        |        |        |        |        |        |        |        |        |     |     |     |     | 1     | 1     |
| Lettonie               | 2      |        |        |        |        |        |        |        |        |        |        |        |        |        |     |     | 2   |     | 4     | 4     |
| Lesotho                |        |        |        |        |        |        |        |        |        |        |        |        |        |        | 1   |     |     |     | 1     | 1     |
| Lituanie               | 2      |        | 1      |        |        |        |        |        |        |        | 1      | 1      |        |        |     |     |     |     | 5     | 4     |
| Luxembourg             | 1      |        | 2      | 1      |        |        |        |        |        |        |        |        |        |        |     |     |     |     | 4     | 3     |
| Malaisie               |        |        |        |        |        | 1      |        |        |        |        |        | 1      |        |        |     |     |     |     | 2     | 2     |
| Maroc                  | 3      | 1      |        |        |        |        |        |        |        |        |        |        |        |        |     |     |     |     | 4     | 3     |
| Maurice                |        |        |        |        |        |        |        |        |        |        |        |        |        |        | 1   |     |     |     | 1     | 1     |
| Mexique                | 1      |        | 1      |        |        |        |        |        | X      |        |        |        |        |        |     | 1   |     |     | 4     | 4     |
| Namibie                | 1      |        | 1      |        |        |        |        |        |        |        |        |        |        |        |     | 1   |     |     | 3     | 3     |
| Nouvelle-Zélande       | 2      | 1      | 1      | 1      | X      | 2      | 2      | X      | X      | X      | 2      | 2      | X      | X      | 1   |     | 1   |     | 20    | 19    |
| Norvège                | 4      | 1      | 1      | 1      |        |        |        |        |        |        |        |        |        |        |     | 1   | 1   |     | 9     | 7     |
| Pays-Bas               | 4      | 2      | 4      | 2      | X      | 2      | 2      | X      | X      | X      | 2      | 2      |        | X      | 1   |     | 3   | 2   | 31    | 25    |
| Pologne                | 4      | 2      | 3      | 2      | X      | 2      | 2      |        |        |        |        |        | X      | X      |     | 2   |     |     | 20    | 17    |
| Portugal               | 4      | 1      |        |        |        |        |        |        |        |        |        |        |        |        | 2   |     |     |     | 7     | 6     |
| Porto Rico             | 1      |        |        |        |        |        |        |        |        |        |        |        |        |        |     |     |     |     | 1     | 1     |
| République dominicaine | 1      |        |        |        |        |        |        |        |        |        |        |        |        |        |     |     |     |     | 1     | 1     |
| République tchèque     | 4      | 2      |        |        |        | 1      | 2      |        |        |        |        |        |        |        | 3   | 1   |     |     | 13    | 11    |
| Roumanie               | 1      |        |        |        |        |        |        |        |        |        |        |        |        |        |     |     |     |     | 1     | 1     |
| Russie                 | 3      | 1      | 1      | 1      |        | 1      | 2      | X      |        | X      | 2      | 2      |        |        | 1   | 1   | 1   | 1   | 19    | 16    |
| Rwanda                 | 1      |        |        |        |        |        |        |        |        |        |        |        |        |        | 1   |     |     |     | 2     | 2     |
| Serbie                 | 1      |        |        |        |        |        |        |        |        |        |        |        |        |        |     | 1   |     |     | 2     | 2     |
| Slovaquie              | 1      |        |        |        |        |        |        |        |        |        |        |        |        |        | 1   |     |     |     | 2     | 2     |
| Slovénie               | 4      | 1      | 1      |        |        |        |        |        |        |        |        |        |        |        |     | 2   |     |     | 8     | 7     |
| Suède                  |        |        | 3      |        |        |        |        |        |        |        |        |        |        |        |     | 1   |     |     | 4     | 4     |
| Suisse                 | 3      | 1      | 1      |        |        |        |        | X      | X      |        |        |        |        |        | 3   | 2   | 1   |     | 13    | 15    |
| Taipei chinois         |        |        | 1      |        |        |        |        |        |        |        |        |        |        | X      |     |     |     |     | 2     | 2     |
| Thaïlande              |        |        | 1      |        |        |        |        |        |        |        |        |        |        |        |     |     |     | 1   | 2     | 2     |
| Timor oriental         |        |        |        |        |        |        |        |        |        |        |        |        |        |        |     | 1   |     |     | 1     | 1     |
| Trinité-et-Tobago      |        |        |        |        |        |        | 1      |        |        |        |        |        |        |        |     |     |     |     | 1     | 1     |
| Tunisie                | 1      |        |        |        |        |        |        |        |        |        |        |        |        |        |     |     |     |     | 1     | 1     |
| Turquie                | 2      | 1      |        |        |        |        |        |        |        |        |        |        |        |        |     |     |     |     | 3     | 2     |
| Ukraine                | 3      | 1      | 1      | 1      |        |        |        |        |        |        | 1      |        |        |        |     | 2   |     |     | 9     | 7     |
| Venezuela              | 2      | 1      | 1      |        | X      | 2      | 2      |        |        |        |        |        |        | X      |     |     | 1   | 1   | 10    | 9     |
| Total : 80 pays        | 144    | 40     | 67     | 25     | 9      | 27     | 27     | 9      | 18     | 9      | 27     | 27     | 9      | 18     | 50  | 30  | 32  | 16  | 581   | 520   |

## Période de qualification
Ce qui suit est une chronologie des événements qualificatifs pour les épreuves cyclistes des Jeux olympiques de 2016.
| Compétition                                                                             | Date                 | Lieu                         |
| Route                                                                                   | Route                | Route                        |
| --------------------------------------------------------------------------------------- | -------------------- | ---------------------------- |
| Championnats d'Afrique de cyclisme 2015 (hommes)                                        | 9-14 février 2015    | Wartburg, Afrique du Sud     |
| Championnats d'Asie de cyclisme 2015 (hommes)                                           | 10-14 février 2015   | Nakhon Ratchasima, Thaïlande |
| Championnats panaméricains de cyclisme 2015 (hommes)                                    | 7-10 mai 2015        | León, Mexique                |
| Championnats du monde 2015                                                              | 19-27 septembre 2015 | Richmond, États-Unis         |
| UCI World Tour 2015                                                                     | 1er janvier 2016     | NC                           |
| UCI Africa Tour 2015                                                                    | 1er janvier 2016     | NC                           |
| UCI America Tour 2015                                                                   | 1er janvier 2016     | NC                           |
| UCI Asia Tour 2015                                                                      | 1er janvier 2016     | NC                           |
| UCI Europe Tour 2015                                                                    | 1er janvier 2016     | NC                           |
| UCI Oceania Tour 2015                                                                   | 1er janvier 2016     | NC                           |
| Championnats d'Asie de cyclisme 2016 (femmes)                                           | 19-24 janvier 2016   | Izu, Japon                   |
| Championnats d'Afrique de cyclisme 2016 (femmes)                                        | 22-26 février 2016   | Casablanca, Maroc            |
| Championnats panaméricains de cyclisme 2016 (femmes)                                    | 26-28 mai 2016       | San Cristóbal, Venezuela     |
| Classement mondial UCI féminin 2015-2016                                                | 31 mai 2016          | NC                           |
| Piste                                                                                   |                      |                              |
| Classement UCI sur piste 2014-2016 (à l'issue des championnats du monde sur piste 2016) | 29 février 2016      | Londres, Grande-Bretagne     |
| VTT                                                                                     |                      |                              |
| Championnats d'Océanie de VTT 2015                                                      | 26-27 février 2015   | Toowoomba, Australie         |
| Championnats panaméricains de VTT 2015                                                  | 27-29 mars 2015      | Cota, Colombie               |
| Championnats d'Afrique de VTT 2015                                                      | 5-10 mai 2015        | Musanze, Rwanda              |
| Championnats d'Asie de VTT 2015                                                         | 12-16 août 2015      | Melaka, Malaisie             |
| Classement UCI qualificatif pour les JO                                                 | 25 mai 2016          | NC                           |
| BMX                                                                                     |                      |                              |
| Championnats du monde de BMX 2016                                                       | 25-29 mai 2016       | Medellín, Colombie           |
| Classements UCI par nations                                                             | 31 mai 2016          | NC                           |

## Cyclisme sur route
Pour consulter les règles complètes publiées par l'UCI, vous pouvez consulter l'article récapitulatif sur le site officiel.

### Course en ligne hommes
| Compétition                               | Classement     | Qualifiés              | Athlètes par CNO |
| ----------------------------------------- | -------------- | ---------------------- | ---------------- |
| Pays organisateur                         | NC             | Brésil                 | 2                |
| Classement UCI World Tour 2015            | 1er            | Espagne                | 5                |
| Classement UCI World Tour 2015            | 2e             | Italie                 | 5                |
| Classement UCI World Tour 2015            | 3e             | Colombie               | 5                |
| Classement UCI World Tour 2015            | 4e             | Grande-Bretagne        | 5                |
| Classement UCI World Tour 2015            | 5e             | Belgique               | 5                |
| Classement UCI World Tour 2015            | 6e             | France                 | 4                |
| Classement UCI World Tour 2015            | 7e             | Pays-Bas               | 4                |
| Classement UCI World Tour 2015            | 8e             | Australie              | 3*               |
| Classement UCI World Tour 2015            | 9e             | Allemagne              | 4                |
| Classement UCI World Tour 2015            | 10e            | Norvège                | 1*               |
| Classement UCI World Tour 2015            | 11e            | Pologne                | 3*               |
| Classement UCI World Tour 2015            | 12e            | Portugal               | 4                |
| Classement UCI World Tour 2015            | 13e            | Tchéquie               | 3*               |
| Classement UCI World Tour 2015            | 14e            | Slovénie               | 3*               |
| Classement UCI World Tour 2015            | 15e            | Suisse                 | 4                |
| Classement UCI World Tour 2015            | Individuel     | Slovaquie              | 1                |
| Classement UCI World Tour 2015            | Individuel     | Luxembourg             | 1                |
| UCI Africa Tour                           | 1er            | Maroc                  | 3                |
| UCI Africa Tour                           | 2e             | Algérie                | 2                |
| UCI Africa Tour                           | 3e             | Afrique du Sud         | 1**              |
| UCI Africa Tour                           | 4e             | Érythrée               | 1**              |
| UCI Africa Tour                           | Individuel     | Tunisie                | 1                |
| UCI Africa Tour                           | Individuel     | Rwanda                 | 1                |
| UCI America Tour                          | 1er            | Canada                 | 3                |
| UCI America Tour                          | 2e             | Argentine              | 3                |
| UCI America Tour                          | 3e             | Venezuela              | 2**              |
| UCI America Tour                          | 4e             | États-Unis             | 1**              |
| UCI America Tour                          | 5e             | Costa Rica             | 1**              |
| UCI America Tour                          | Individuel     | Équateur               | 1                |
| UCI America Tour                          | Individuel     | Guatemala              | 1                |
| UCI America Tour                          | Individuel     | Chili                  | 1                |
| UCI Asia Tour                             | 1er            | Iran                   | 3                |
| UCI Asia Tour                             | 2e             | Kazakhstan             | 2                |
| UCI Asia Tour                             | 3e             | Japon                  | 2                |
| UCI Asia Tour                             | 4e             | Corée du Sud           | 2                |
| UCI Europe Tour                           | 1er            | Ukraine                | 3                |
| UCI Europe Tour                           | 2e             | Slovénie               | 1***             |
| UCI Europe Tour                           | 3e             | Russie                 | 3                |
| UCI Europe Tour                           | 4e             | Danemark               | 3                |
| UCI Europe Tour                           | 5e             | Norvège                | 3***             |
| UCI Europe Tour                           | 6e             | Pologne                | 1***             |
| UCI Europe Tour                           | 7e             | Autriche               | 2                |
| UCI Europe Tour                           | 8e             | Biélorussie            | 2                |
| UCI Europe Tour                           | 9e             | Turquie                | 2                |
| UCI Europe Tour                           | 10e            | Tchéquie               | 1***             |
| UCI Europe Tour                           | 11e            | Lituanie               | 2                |
| UCI Europe Tour                           | 12e            | Estonie                | 2                |
| UCI Europe Tour                           | 13e            | Irlande                | 2                |
| UCI Europe Tour                           | 14e            | Lettonie               | 2                |
| UCI Europe Tour                           | 15e            | Croatie                | 2                |
| UCI Europe Tour                           | 16e            | Suède                  | 2                |
| UCI Europe Tour                           | Individuel     | Azerbaïdjan            | 1                |
| UCI Europe Tour                           | Individuel     | Serbie                 | 1                |
| UCI Europe Tour                           | Individuel     | Grèce                  | 1                |
| UCI Europe Tour                           | Individuel     | Bulgarie               | 1                |
| UCI Europe Tour                           | Individuel     | Roumanie               | 1                |
| UCI Oceania Tour                          | 1er            | Nouvelle-Zélande       | 2                |
| Championnats d'Afrique sur route 2015     | 1er            | Éthiopie               | 1                |
| Championnats d'Afrique sur route 2015     | 2e             | Namibie                | 1                |
| Championnats d'Asie sur route 2015        | 1er            | Émirats arabes unis    | 1                |
| Championnats d'Asie sur route 2015        | 2e             | Hong Kong              | 1                |
| Championnats panaméricains sur route 2015 | 1er            | Mexique                | 1                |
| Championnats panaméricains sur route 2015 | 2e             | République dominicaine | 1                |
| Quota réattribué                          |                | Porto Rico             | 1                |
| Quota réattribué                          | Afrique du Sud | 1                      |                  |
| Quota réattribué                          | États-Unis     | 1                      |                  |
| Invitation de la Commission tripartite    |                | Bolivie                | 1                |
| Invitation de la Commission tripartite    | Kosovo         | 1                      |                  |
| Invitation de la Commission tripartite    | Laos           | 1                      |                  |
| Total                                     |                |                        | 144              |

* Quota réduit au nombre de coureur du classement de chaque tour respectif

** Quota réduit à un coureur pour prendre en compte les qualifiés individuels du même tour

*** Places additionnelles accordées aux pays en raison du manque de coureurs classés sur le World Tour

### Contre-la-montre hommes
| Compétition                                              | Classement | Qualifiés        | Athlètes par CNO |
| -------------------------------------------------------- | ---------- | ---------------- | ---------------- |
| UCI World Tour 2015                                      | 1er        | Espagne          | 1                |
| UCI World Tour 2015                                      | 2e         | Italie           | 1                |
| UCI World Tour 2015                                      | 3e         | Colombie         | 1                |
| UCI World Tour 2015                                      | 4e         | Grande-Bretagne  | 1                |
| UCI World Tour 2015                                      | 5e         | Belgique         | 1                |
| UCI World Tour 2015                                      | 6e         | France           | 1                |
| UCI World Tour 2015                                      | 7e         | Pays-Bas         | 1                |
| UCI World Tour 2015                                      | 8e         | Australie        | 1                |
| UCI World Tour 2015                                      | 9e         | Allemagne        | 1                |
| UCI World Tour 2015                                      | 10e        | Norvège          | 1                |
| UCI World Tour 2015                                      | 11e        | Pologne          | 1                |
| UCI World Tour 2015                                      | 12e        | Portugal         | 1                |
| UCI World Tour 2015                                      | 13e        | Tchéquie         | 1                |
| UCI World Tour 2015                                      | 14e        | Slovénie         | 1                |
| UCI World Tour 2015                                      | 15e        | Suisse           | 1                |
| UCI Africa Tour                                          | 1er        | Maroc            | 1                |
| UCI Africa Tour                                          | 2e         | Algérie          | 1                |
| UCI America Tour                                         | 1er        | Canada           | 1                |
| UCI America Tour                                         | 2e         | Argentine        | 1                |
| UCI America Tour                                         | 3e         | Venezuela        | 1                |
| UCI America Tour                                         | 4e         | États-Unis       | 1                |
| UCI Asia Tour                                            | 1er        | Iran             | 1                |
| UCI Asia Tour                                            | 2e         | Kazakhstan       | 1                |
| UCI Europe Tour                                          | 1er        | Ukraine          | 1                |
| UCI Europe Tour                                          | 2e         | Russie           | 1                |
| UCI Europe Tour                                          | 3e         | Danemark         | 1                |
| UCI Europe Tour                                          | 4e         | Autriche         | 1                |
| UCI Europe Tour                                          | 5e         | Biélorussie      | 1                |
| UCI Europe Tour                                          | 6e         | Turquie          | 1                |
| UCI Oceania Tour                                         | 1er        | Nouvelle-Zélande | 1                |
| Contre-la-montre individuel du championnat du monde 2015 | 1er        | Biélorussie      | 1                |
| Contre-la-montre individuel du championnat du monde 2015 | 2e         | Italie           | 1                |
| Contre-la-montre individuel du championnat du monde 2015 | 3e         | France           | 1                |
| Contre-la-montre individuel du championnat du monde 2015 | 4e         | Espagne          | 1                |
| Contre-la-montre individuel du championnat du monde 2015 | 5e         | Pays-Bas         | 1                |
| Contre-la-montre individuel du championnat du monde 2015 | 6e         | Australie        | 1                |
| Contre-la-montre individuel du championnat du monde 2015 | 7e         | Allemagne        | 1                |
| Contre-la-montre individuel du championnat du monde 2015 | 8e         | Pologne          | 1                |
| Contre-la-montre individuel du championnat du monde 2015 | 9e         | Tchéquie         | 1                |
| Contre-la-montre individuel du championnat du monde 2015 | 10e        | États-Unis       | 1                |
| Total                                                    |            |                  | 40               |

### Course en ligne femmes
| Compétition                                     | Classement par pays | Qualifiées                                                                                               | Athlètes par CNO |
| ----------------------------------------------- | ------------------- | --- | ---------------- |
| Pays organisateur                               | NC                  | Brésil                                                                                                   | 1                |
| Classement UCI 2016                             | 1 à 5               | Pays-Bas États-Unis Italie Australie Allemagne                                                           | 4                |
| Classement UCI 2016                             | 6 à 13              | Pologne Suède Grande-Bretagne Canada Belgique                                                            | 3                |
| Classement UCI 2016                             | 6 à 13              | France Afrique du Sud Luxembourg                                                                         | 2*               |
| Classement UCI 2016                             | 14 à 22             | Russie Ukraine Biélorussie Finlande Cuba Nouvelle-Zélande Mexique Suisse Espagne                         | 1*               |
| Classement UCI 2016                             | Top 100 individuel  | Taipei chinois Norvège Brésil Azerbaïdjan Thaïlande Autriche Slovénie Lituanie Chypre Israël Japon Chili | 1                |
| Championnats d'Afrique sur route 2016           | 1re                 | Namibie                                                                                                  | 1                |
| Championnats panaméricains sur route 2016       | 1re                 | Venezuela                                                                                                | 1                |
| Championnats d'Asie sur route 2016              | 1re                 | Corée du Sud                                                                                             | 1                |
| Réallocation du quota pour le pays organisateur |                     | Colombie                                                                                                 | 1                |
| Total                                           |                     | | 67               |

* Quota réduit d'une place pour permettre l'entrée des pays qualifiés grâce au top 100 individuel

### Contre-la-montre femmes
| Compétition                                              | Classement par pays | Qualifiées | Athlètes par CNO |
| -------------------------------------------------------- | ------------------- | --- | ---------------- |
| Classement UCI 2016                                      | 1 à 15              | Pays-Bas États-Unis Italie Australie Allemagne Pologne Suède Grande-Bretagne Canada Belgique France Afrique du Sud Luxembourg Russie Ukraine | 1                |
| Contre-la-montre individuel du championnat du monde 2015 | 1 à 10              | Nouvelle-Zélande Pays-Bas Allemagne Australie États-Unis Biélorussie Belgique Canada Suède Japon Pologne Norvège                             | 1                |
| Total                                                    |                     | | 25               |

## Cyclisme sur piste
Pour consulter les règles complètes publiées par l'UCI, vous pouvez consulter l'article récapitulatif sur le site officiel.

### Vitesse par équipes hommes
Les équipes sont composées de 3 coureurs
| Compétition                        | Classement par nation | Qualifiés                                                                                           | Équipe par CNO |
| ---------------------------------- | --------------------- | --------------------------------------------------------------------------------------------------- | -------------- |
| Classement UCI Olympique 2014-2016 | 1 à 9                 | Allemagne France Pays-Bas Grande-Bretagne Australie Nouvelle-Zélande Pologne Venezuela Corée du Sud | 1              |
| Total                              |                       | | 9              |

### Vitesse individuelle hommes
| Compétition                                                 | Classement par nation | Qualifiés                                                                                           | Coureur par CNO |
| ----------------------------------------------------------- | --------------------- | --------------------------------------------------------------------------------------------------- | --------------- |
| Classement UCI Olympique 2014-2016                          | 1 à 9                 | Russie Colombie Chine Tchéquie Trinité-et-Tobago Japon Espagne Russie Tchéquie                      | 1               |
| 2 coureurs par équipe qualifiée pour la vitesse par équipes |                       | Allemagne France Pays-Bas Grande-Bretagne Australie Nouvelle-Zélande Pologne Venezuela Corée du Sud | 2               |
| Total                                                       |                       | | 27              |

### Keirin hommes
| Compétition                                                 | Classement par nation | Qualifiés                                                                                           | Coureur par CNO |
| ----------------------------------------------------------- | --------------------- | --------------------------------------------------------------------------------------------------- | --------------- |
| Classement UCI Olympique 2014-2016                          | 1 à 9                 | Colombie États-Unis Malaisie Russie Canada Japon Grèce Tchéquie Italie Japon                        | 1               |
| 2 coureurs par équipe qualifiée pour la vitesse par équipes |                       | Allemagne France Pays-Bas Grande-Bretagne Australie Nouvelle-Zélande Pologne Venezuela Corée du Sud | 2               |
| Total                                                       |                       | | 27              |

### Poursuite par équipes hommes
Les équipes sont composées de 4 coureurs
| Compétition                        | Classement par nation | Qualifiés                                                                                  | Équipe par CNO |
| ---------------------------------- | --------------------- | ------------------------------------------------------------------------------------------ | -------------- |
| Classement UCI Olympique 2014-2016 | 1 à 9                 | Australie Grande-Bretagne Nouvelle-Zélande Allemagne Danemark Suisse Russie Pays-Bas Chine | 1              |
| Total                              |                       |                                                                                            | 9              |

### Omnium hommes
| Compétition                        | Classement par nation | Qualifiés | Coureur par CNO |
| ---------------------------------- | --------------------- | --- | --------------- |
| Classement UCI Olympique 2014-2016 | 1 à 18                | Australie Colombie Allemagne Italie Danemark Grande-Bretagne Nouvelle-Zélande France Belgique Pays-Bas Suisse États-Unis Japon Brésil Hong Kong Kazakhstan Mexique Corée du Sud | 1               |
| Total                              |                       | | 18              |

### Vitesse par équipes femmes
Les équipes sont composées de 2 coureuses.
| Compétition                        | Classement par nation | Qualifiées                                                                       | Équipe par CNO |
| ---------------------------------- | --------------------- | -------------------------------------------------------------------------------- | -------------- |
| Classement UCI Olympique 2014-2016 | 1 à 9                 | Chine Russie Australie Allemagne Pays-Bas Espagne France Canada Nouvelle-Zélande | 1              |
| Total                              |                       |                                                                                  | 9              |

### Vitesse individuelle femmes
| Compétition                                                  | Classement par nation | Qualifiées                                                                                   | Coureuse par CNO |
| ------------------------------------------------------------ | --------------------- | -------------------------------------------------------------------------------------------- | ---------------- |
| Classement UCI Olympique 2014-2016                           | 1 à 9                 | Hong Kong Lituanie Cuba Grande-Bretagne Azerbaïdjan Grande-Bretagne Malaisie Colombie Égypte | 1                |
| 2 cyclistes par équipe qualifiée pour la vitesse par équipes |                       | Chine Russie Australie Allemagne Pays-Bas Espagne France Canada Nouvelle-Zélande             | 2                |
| Total                                                        |                       |                                                                                              | 27               |

### Keirin femmes
| Compétition                                                  | Classement par nation | Qualifiées                                                                                | Coureuse par CNO |
| ------------------------------------------------------------ | --------------------- | ----------------------------------------------------------------------------------------- | ---------------- |
| Classement UCI Olympique 2014-2016                           | 1 à 9                 | Hong Kong Corée du Sud Lituanie Cuba Ukraine Colombie Irlande Grande-Bretagne Azerbaïdjan | 1                |
| 2 cyclistes par équipe qualifiée pour la vitesse par équipes |                       | Chine Russie Australie Allemagne Pays-Bas Espagne France Canada Nouvelle-Zélande          | 2                |
| Total                                                        |                       |                                                                                           | 27               |

### Poursuite par équipes femmes
Les équipes sont composées de 4 coureuses
| Compétition                        | Classement par nation | Qualifiées                                                                                  | Équipe par CNO |
| ---------------------------------- | --------------------- | ------------------------------------------------------------------------------------------- | -------------- |
| Classement UCI Olympique 2014-2016 | 1 à 9                 | Grande-Bretagne Canada Australie Chine États-Unis Nouvelle-Zélande Italie Allemagne Pologne | 1              |
| Total                              |                       |                                                                                             | 9              |

### Omnium femmes
| Compétition                        | Classement par nation | Qualifiées | Coureuse par CNO |
| ---------------------------------- | --------------------- | --- | ---------------- |
| Classement UCI Olympique 2014-2016 | 1 à 18                | Grande-Bretagne Pays-Bas États-Unis Belgique Australie France Cuba Biélorussie Danemark Pologne Allemagne Canada Nouvelle-Zélande Chine Hong Kong Taipei chinois Venezuela Japon | 1                |
| Total                              |                       | | 18               |

## VTT
Pour consulter les règles complètes publiées par l'UCI, vous pouvez consulter l'article récapitulatif sur le site officiel.

### Cross-country hommes
| Compétition                            | Classement par pays | Qualifiés | Athlètes par CNO |
| -------------------------------------- | ------------------- | --- | ---------------- |
| Classement UCI Olympique 2016          | 1 à 5               | Suisse France Espagne Tchéquie Italie                                                                                     | 3                |
| Classement UCI Olympique 2016          | 6 à 13              | Allemagne Pays-Bas Australie Belgique Canada Portugal Afrique du Sud Brésil                                               | 2                |
| Classement UCI Olympique 2016          | 14 à 26             | Autriche Slovaquie États-Unis Argentine Nouvelle-Zélande Danemark Suède Grèce Israël Japon Hongrie Russie Grande-Bretagne | 1                |
| Championnats d'Afrique 2015            | 1 à 2               | Maurice Rwanda | 1                |
| Championnats panaméricains 2015        | 1 à 2               | Colombie Costa Rica | 1                |
| Championnats d'Asie 2015               | 1 à 2               | Chine Hong Kong | 1                |
| Championnats d'Océanie 2015            | 1                   | Guam | 1                |
| Invitation de la Commission Tripartite | 1                   | Lesotho | 1                |
| Total                                  |                     | | 50               |

### Cross-country femmes
| Compétition                            | Classement par pays | Qualifiées                                                                     | Athlètes par CNO |
| -------------------------------------- | ------------------- | ------------------------------------------------------------------------------ | ---------------- |
| Pays organisateur                      | NC                  | Brésil                                                                         | 1                |
| Classement UCI Olympique 2016          | 1 à 8               | Suisse Allemagne Canada France États-Unis Slovénie Pologne Ukraine             | 2                |
| Classement UCI Olympique 2016          | 9 à 19              | Russie Norvège Danemark Belgique Brésil Italie Australie Suède Serbie Tchéquie | 1                |
| Championnats d'Afrique 2015            | 1                   | Afrique du Sud Namibie                                                         | 1                |
| Championnats panaméricains 2015        | 1                   | Mexique                                                                        | 1                |
| Championnats d'Asie 2015               | 1                   | Chine                                                                          | 1                |
| Championnats d'Océanie 2015            | 1                   | Nouvelle-Zélande                                                               | 1                |
| Invitation de la Commission Tripartite | 1                   | Timor oriental                                                                 | 1                |
| Total                                  |                     |                                                                                | 30               |

## BMX
Pour consulter les règles complètes publiées par l'UCI, vous pouvez consulter l'article récapitulatif sur le site officiel.

### Hommes
| Compétition                       | Classement par pays | Qualifiés                                             | Athlètes par CNO |
| --------------------------------- | ------------------- | ----------------------------------------------------- | ---------------- |
| Pays organisateur                 | NC                  | Brésil                                                | 1                |
| Classement UCI Olympique          | 1 à 4               | États-Unis Pays-Bas Australie France<                 | 3                |
| Classement UCI Olympique          | 5 à 7               | Grande-Bretagne Lettonie Colombie                     | 2                |
| Classement UCI Olympique          | 8 à 13              | Argentine Suisse Canada Nouvelle-Zélande Brésil Japon | 1                |
| Classement UCI individuel         | 1 à 4               | Équateur Russie Allemagne Norvège                     | 1                |
| Championnats du monde de BMX 2016 | 1 à 3               | Venezuela Afrique du Sud Danemark                     | 1                |
| Ré-allocation des quotas          |                     | Indonésie                                             | 1                |
| Total                             |                     |                                                       | 32               |

### Femmes
| Compétition                       | Classement par pays | Qualifiées                       | Athlètes par CNO |
| --------------------------------- | ------------------- | -------------------------------- | ---------------- |
| Pays organisateur                 | NC                  | Brésil                           | 1                |
| Classement UCI Olympique          | 1 à 3               | Australie États-Unis Pays-Bas    | 2                |
| Classement UCI Olympique          | 4 à 7               | Colombie France Venezuela Russie | 1                |
| Classement UCI individuel         | 1 à 3               | Belgique Danemark Argentine      | 1                |
| Championnats du monde de BMX 2016 | 1 à 2               | Allemagne Brésil                 | 1                |
| Ré-allocation des quotas          |                     | Thaïlande                        | 1                |
| Total                             |                     |                                  | 16               |